# Pachyrukhos
Pachyrukhos es un género extinto de mamíferos placentarios del orden Notoungulata, suborden Hegetotheria, perteneciente al superorden de ungulados evolucionado aisladamente en el continente sudamericano, los Meridiungulata. 

## Generalidades

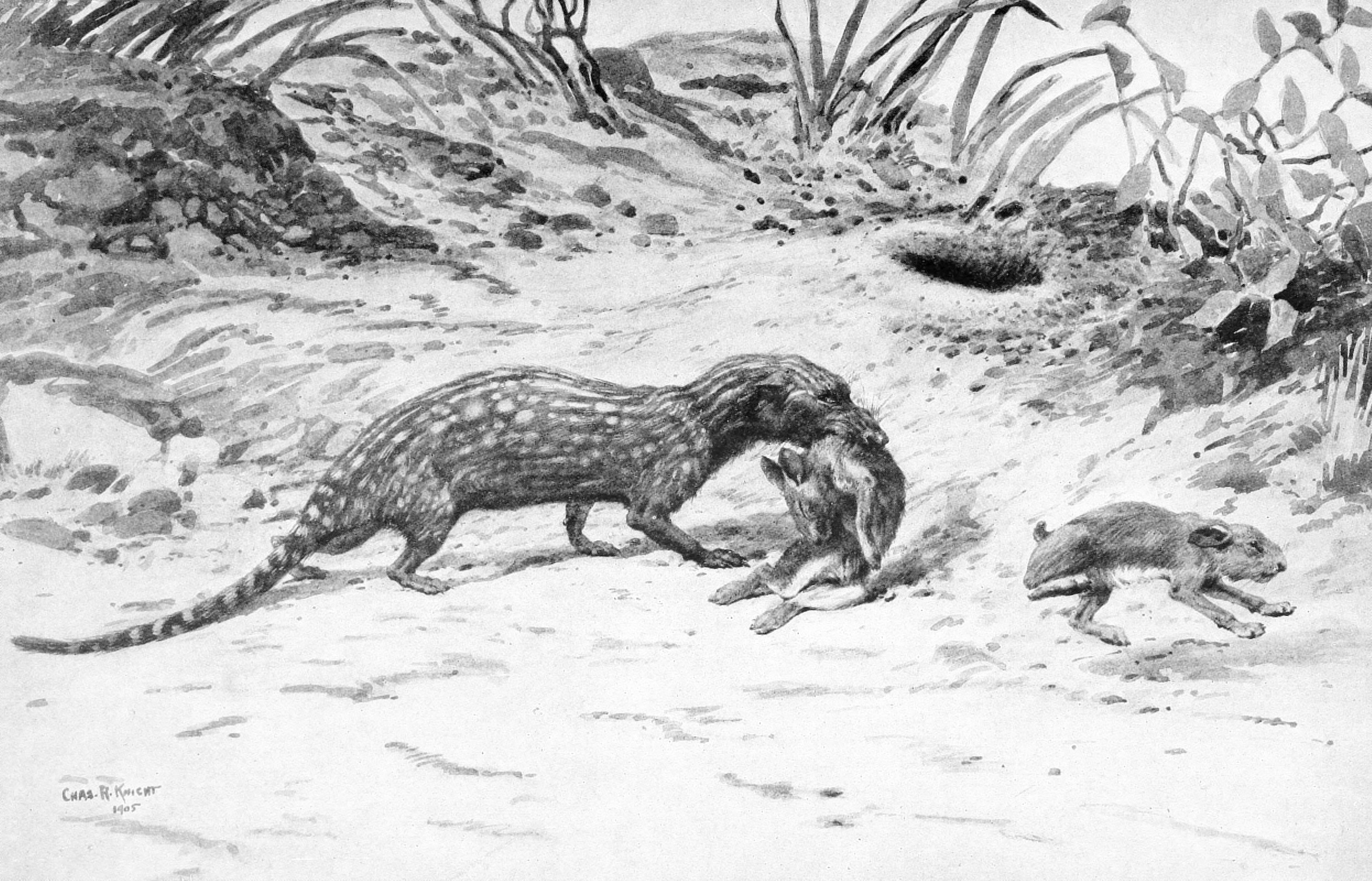
Recreación artística de Cladosictis lustratus cazando un Pachyrukhos moyani.

De finales del Oligoceno a mediados del Mioceno, en Argentina, en América del Sur.
Presenta ciertas similitudes con los conejos, cuyo nicho ecológico ocupó. Poseía un rabo corto y extremidades posteriores más largas que las anteriores. Es evidente que se desplazaba saltando, como hacen los conejos.
La cabeza también se parecía a la de aquellos y se iba estrechando hasta formar un morro puntiagudo.

## Características
Medía unos 30 cm de largo y era muy parecido a un conejo, con una cola corta y unas grandes patas traseras. Es probable también que Pachyrukhos fuese un buen saltador. Su cráneo era parecido al de un conejo y tenía los dientes adaptados para comer una dieta a base de nueces y plantas muy duras. Su oído estaba muy desarrollado, lo cual posiblemente indicaba que tenía unas orejas largas o grandes. Tenía además grandes cuencas oculares. Estas características indican que el animal tenía hábitos nocturnos. Esta similitudes no sorprenden, ya que el Pachyrukhos ocupaba el nicho ecológico de los conejos en Sudamérica. No obstante, no está emparentado con los conejos actuales, y se trata de una caso de convergencia evolutiva.